# 利特爾頓嶺

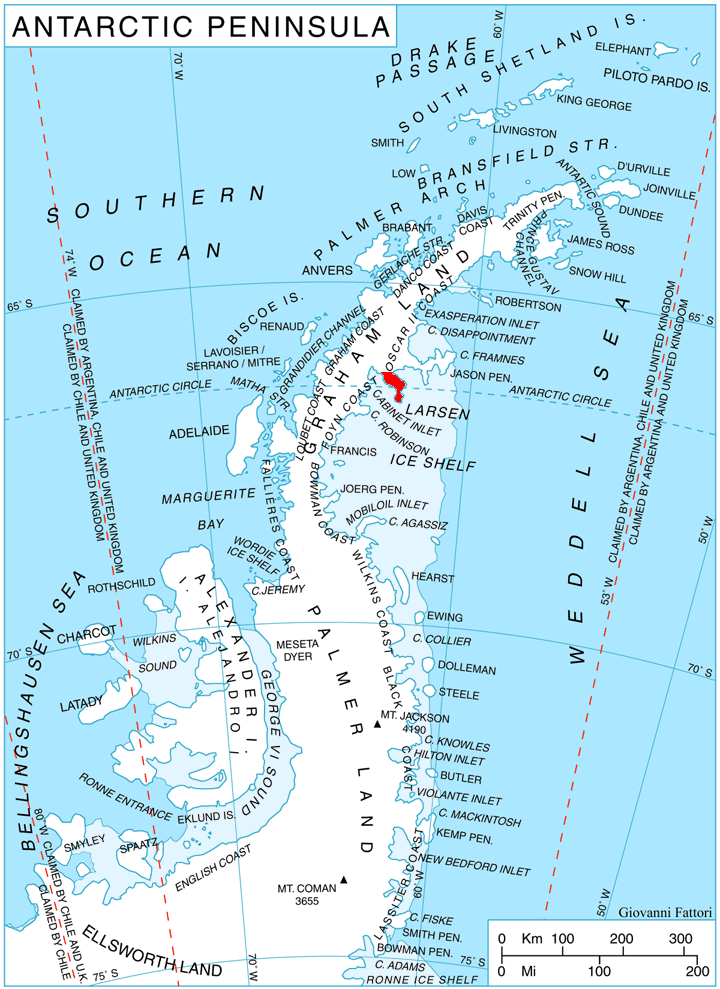

66°22′S 63°7′W / 66.367°S 63.117°W
利特爾頓嶺（英語：Lyttelton Ridge）是南極洲的山嶺，位於葛拉漢地東岸，處於邱吉爾半島西部，長7公里，海拔高度425米，在1947年由英國研究隊發現，現時由南極條約體系管理。